# Глухолазы
Глухолазы (пол. Głuchołazy, нем. Ziegenhals) — город в Польше, входит в Опольское воеводство, Нысский повят. Имеет статус городско-сельской гмины. Занимает площадь 6,83 км². Население — 15 293 человека (на 2004 год).

## Галерея

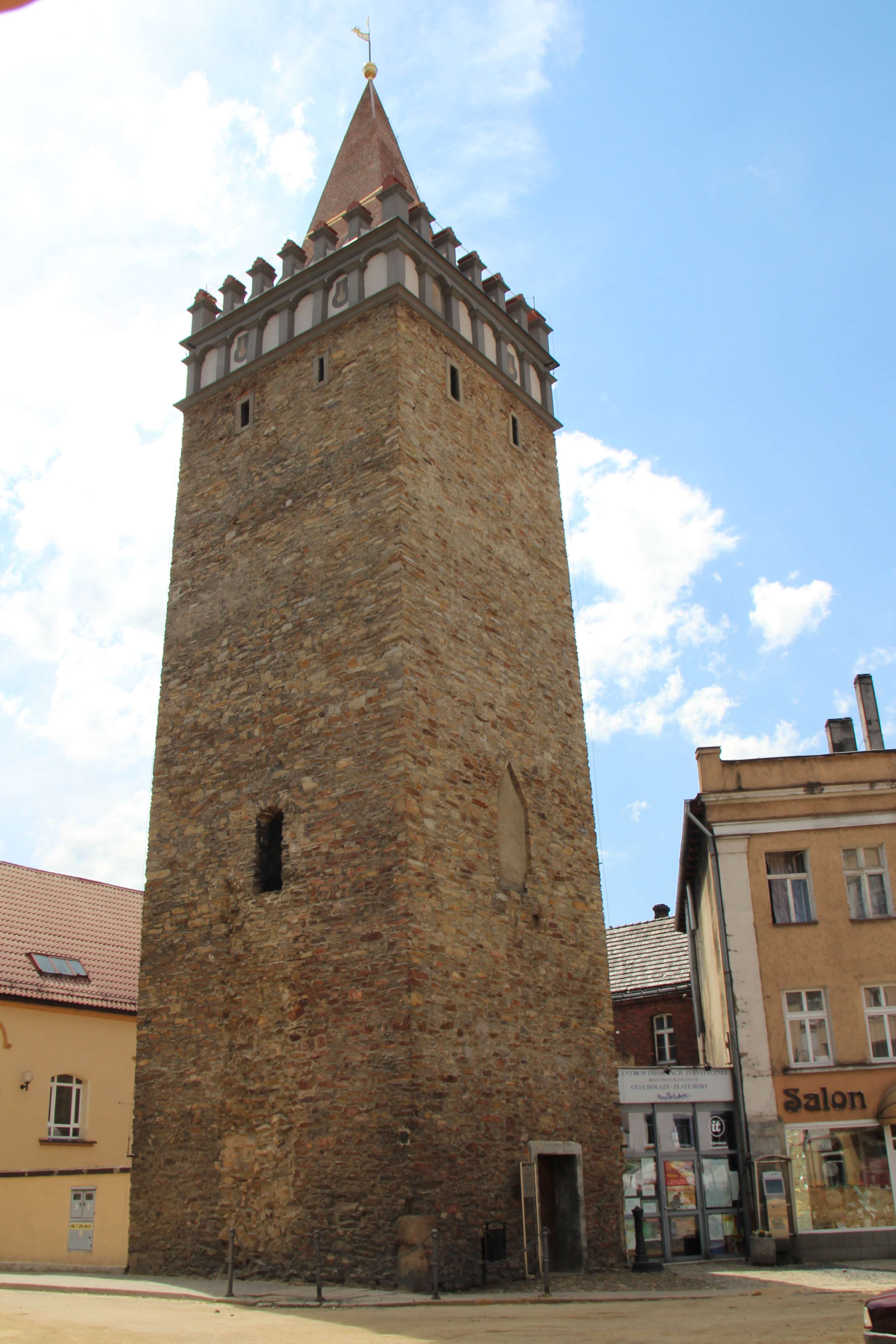
Верхняя башня
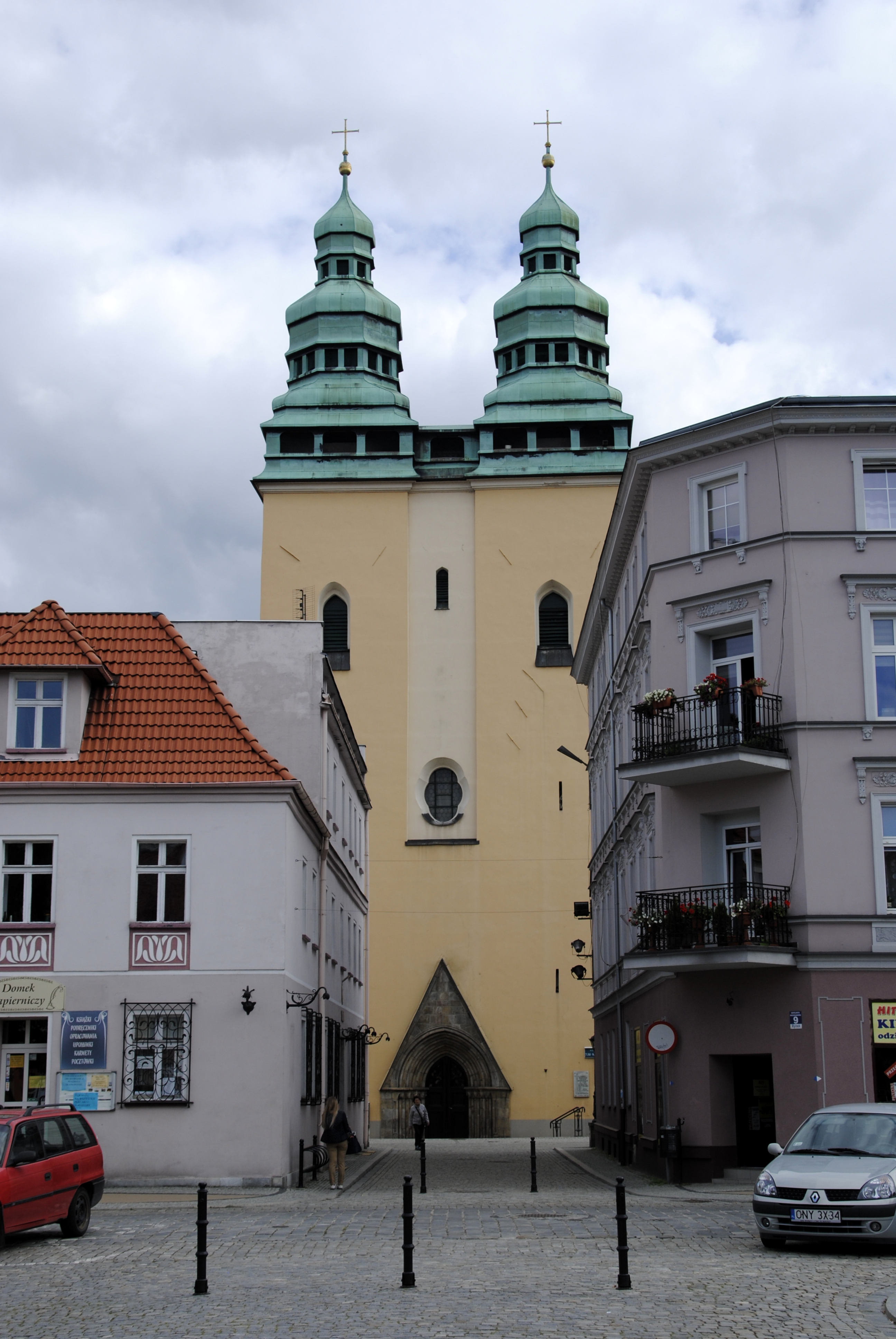
Церковь Св. Лаврентия, 13 век
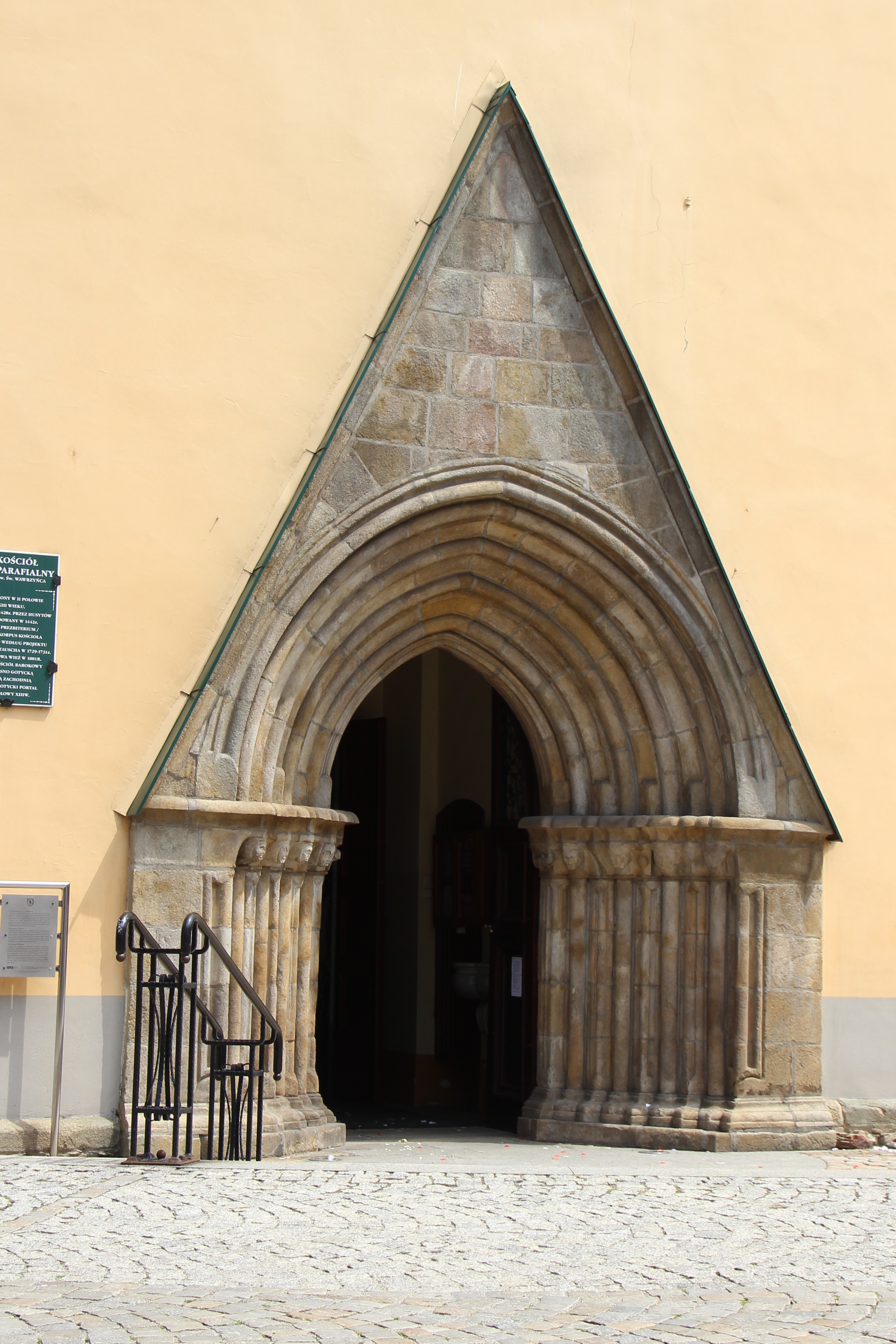
Вход в церковь Св. Лаврентия
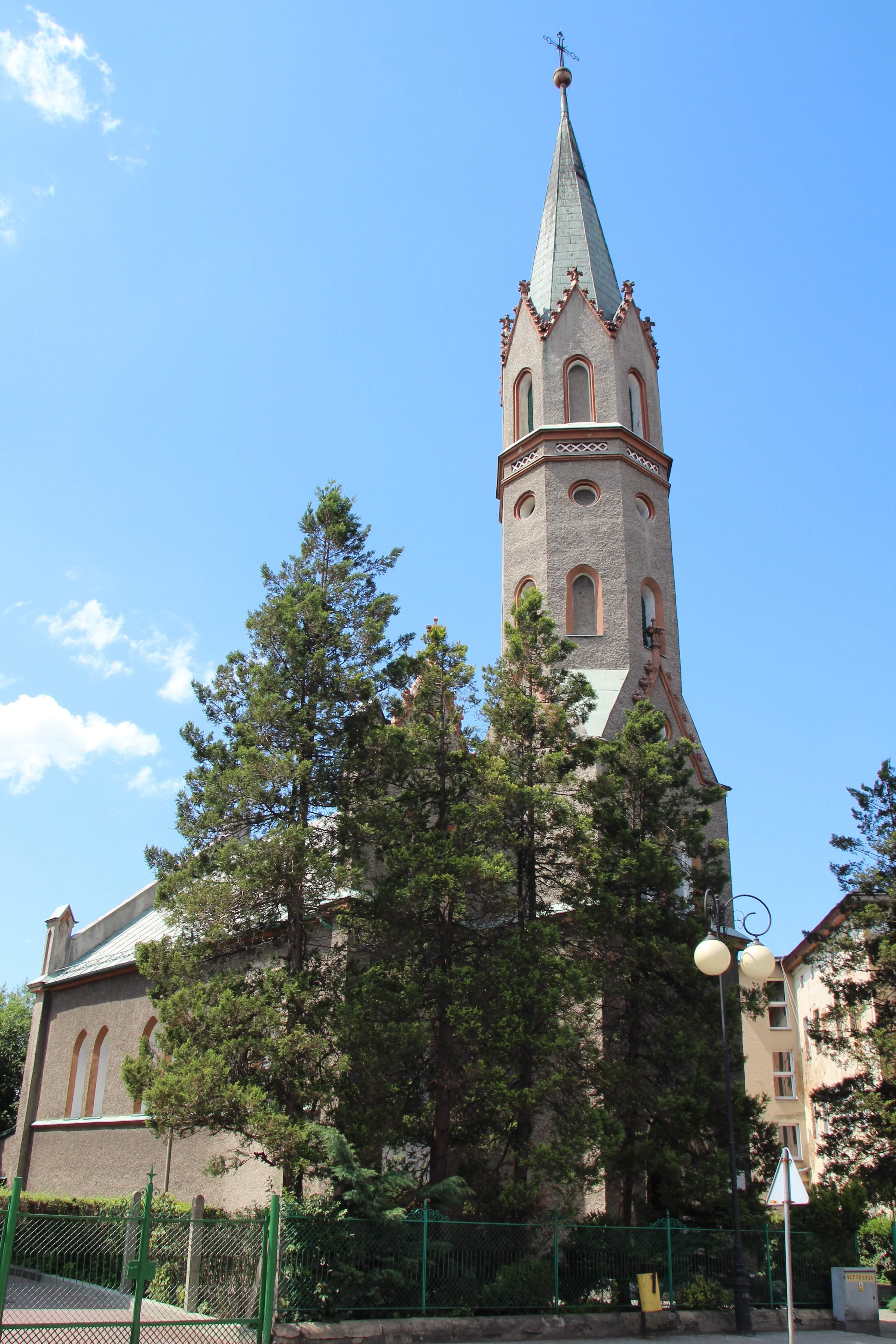
Церковь Св. Франциска
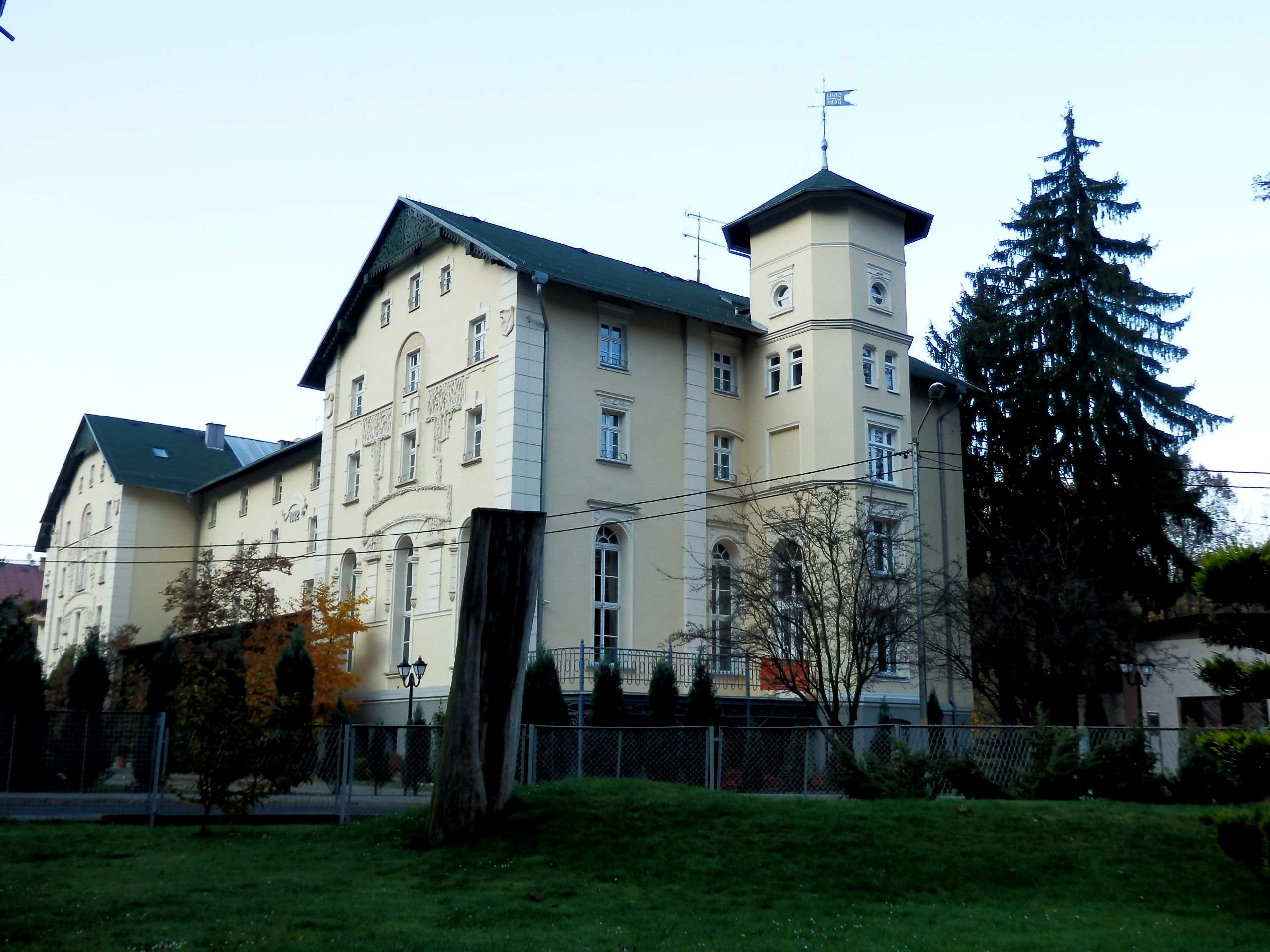
Замок
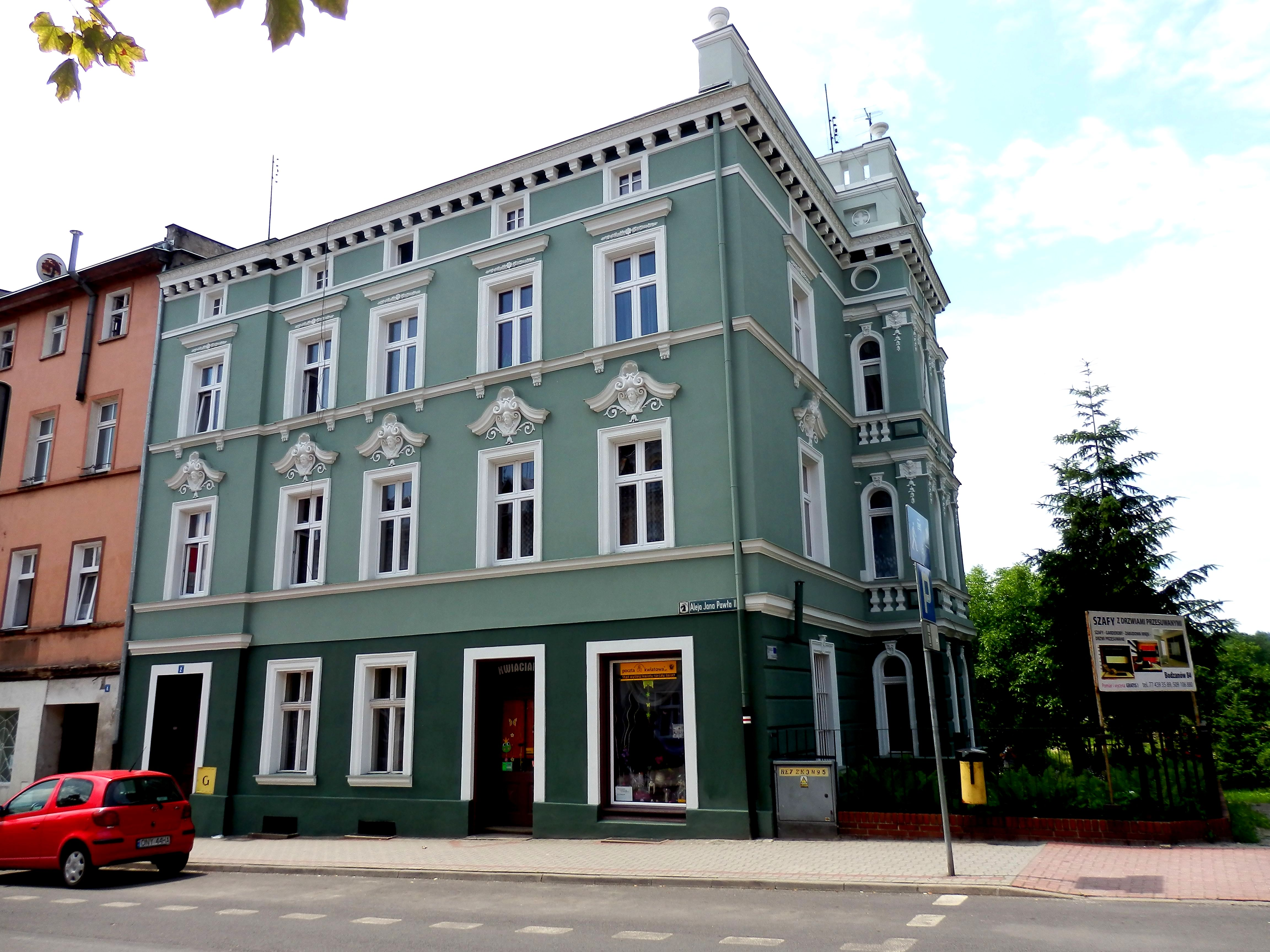
Старинный дом
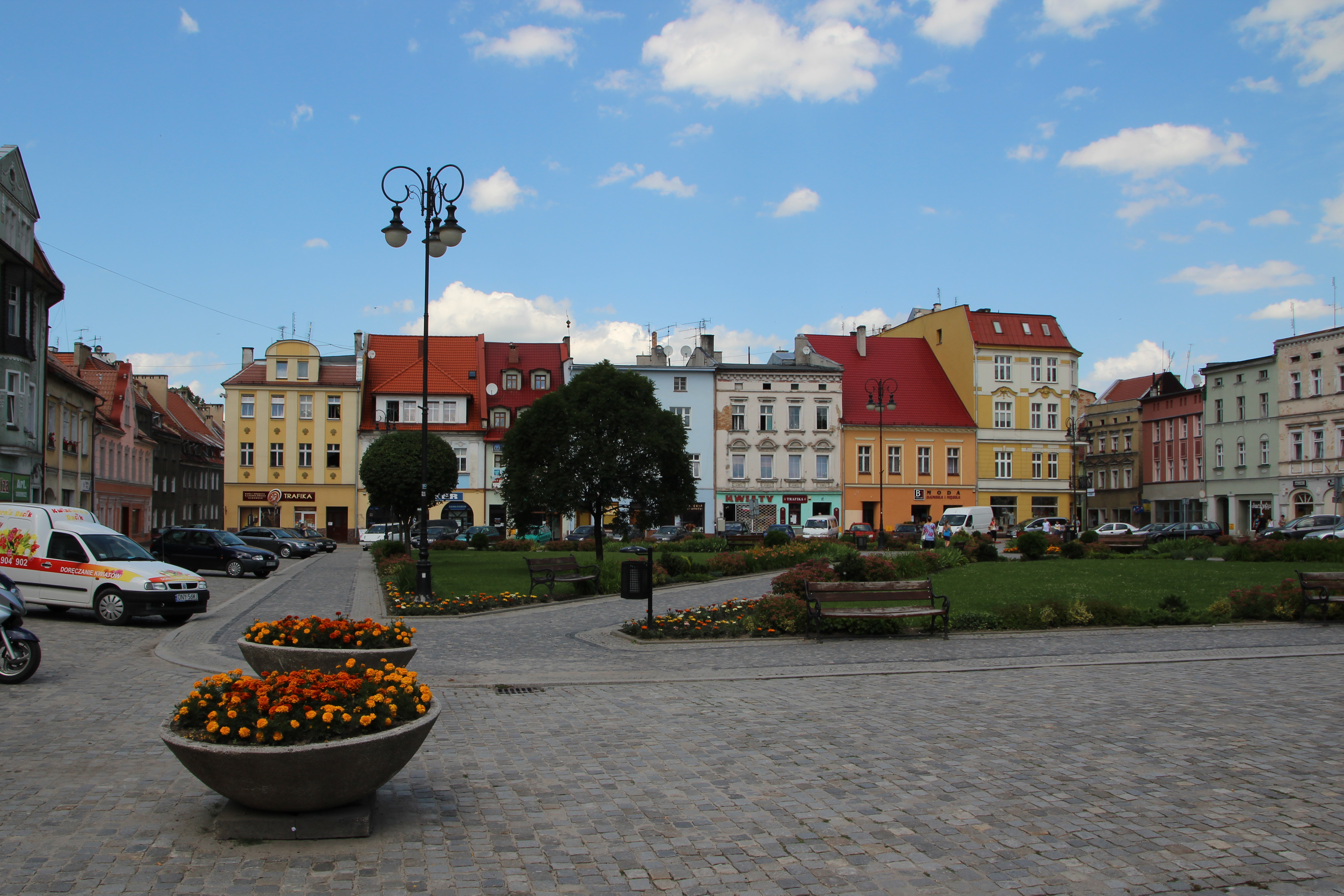
Рыночная площадь
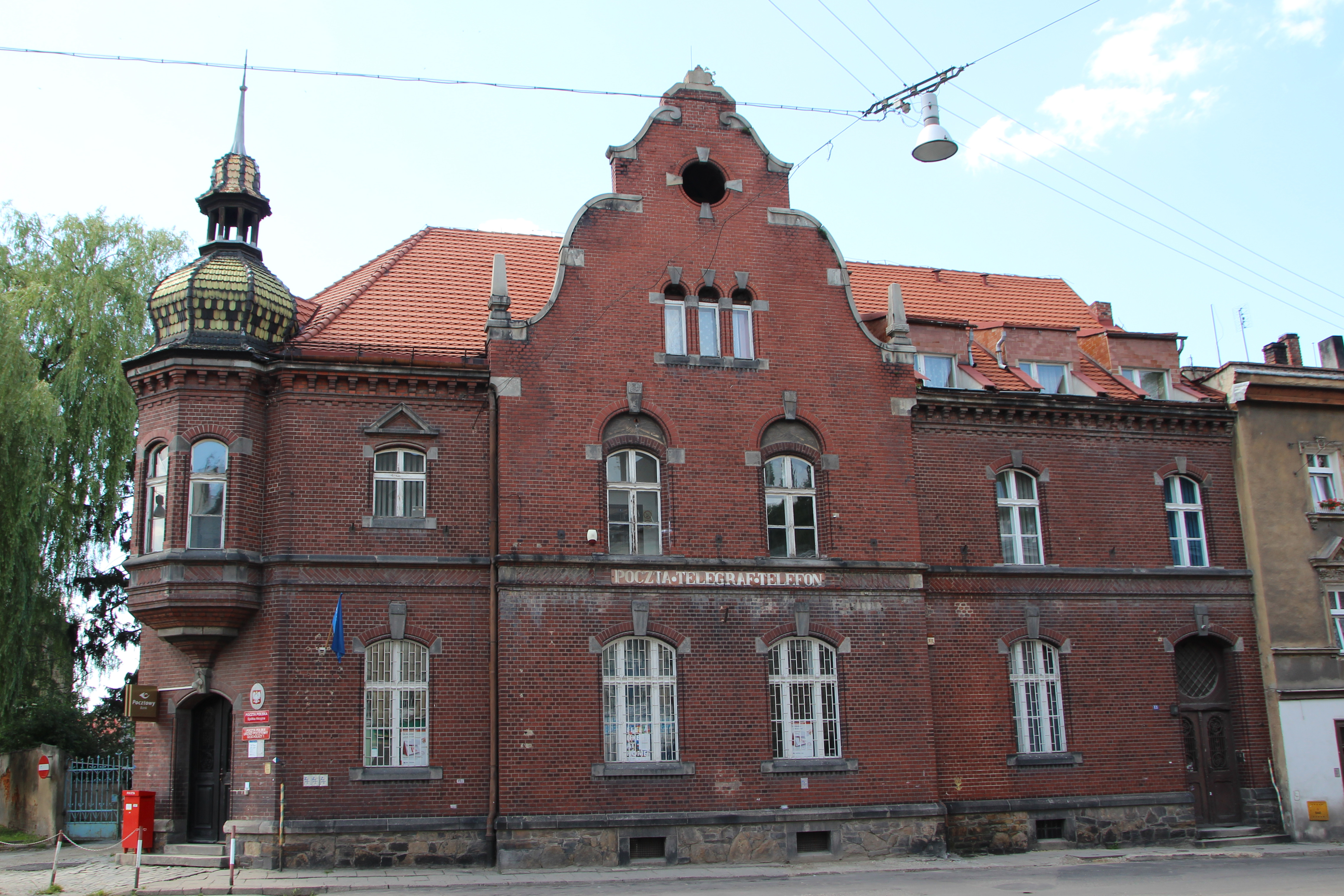
Почта
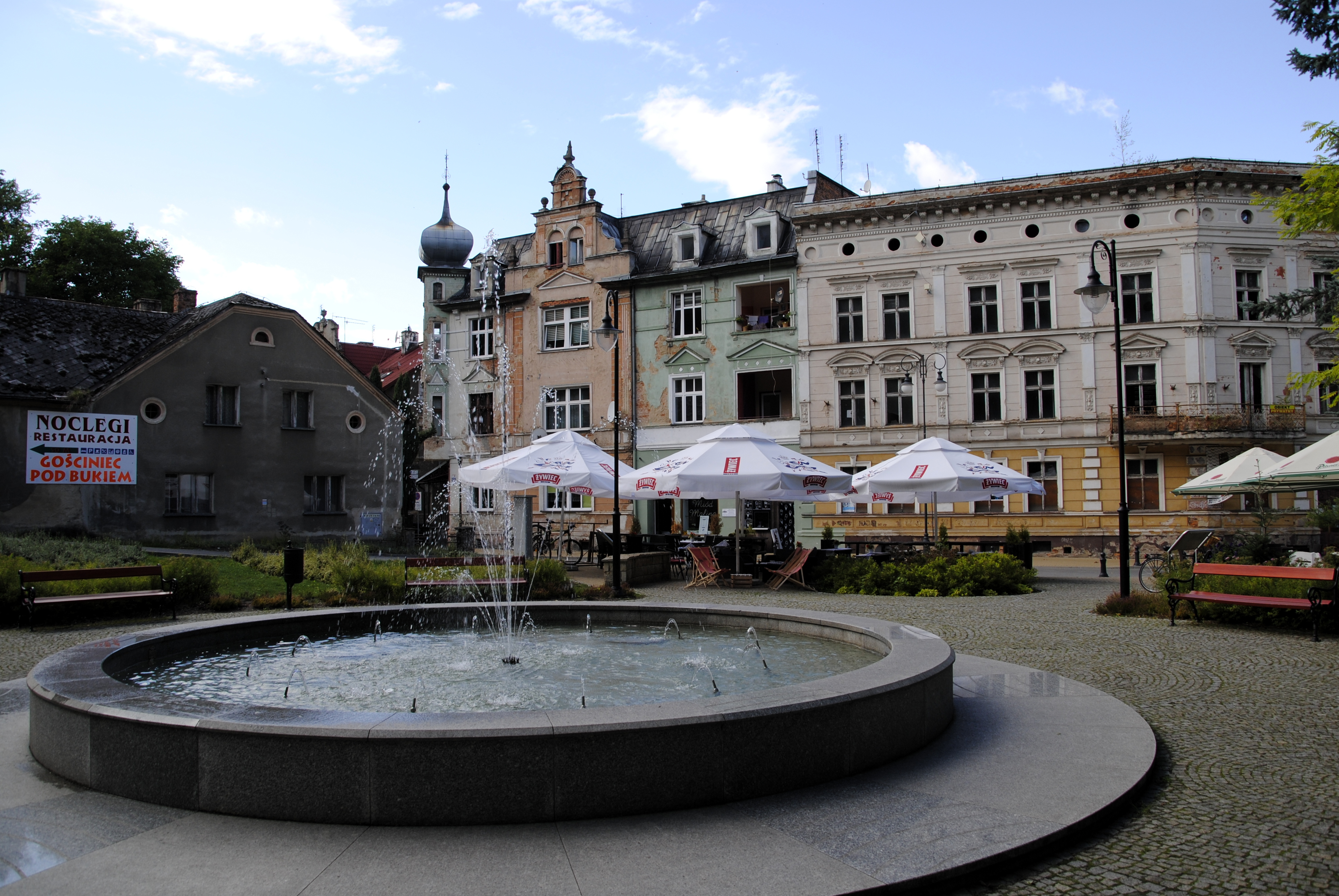
Центральная площадь
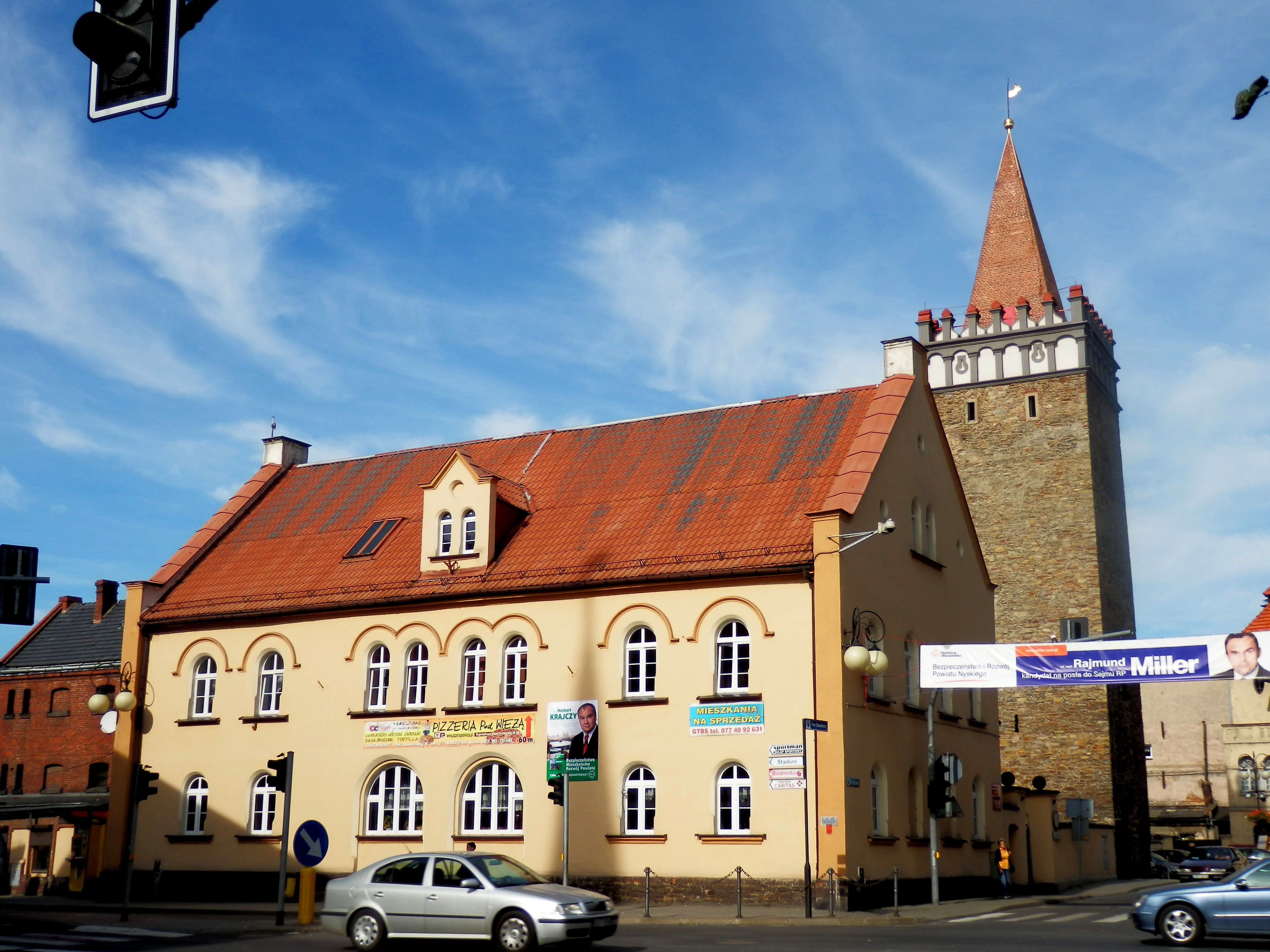
Старинный дом
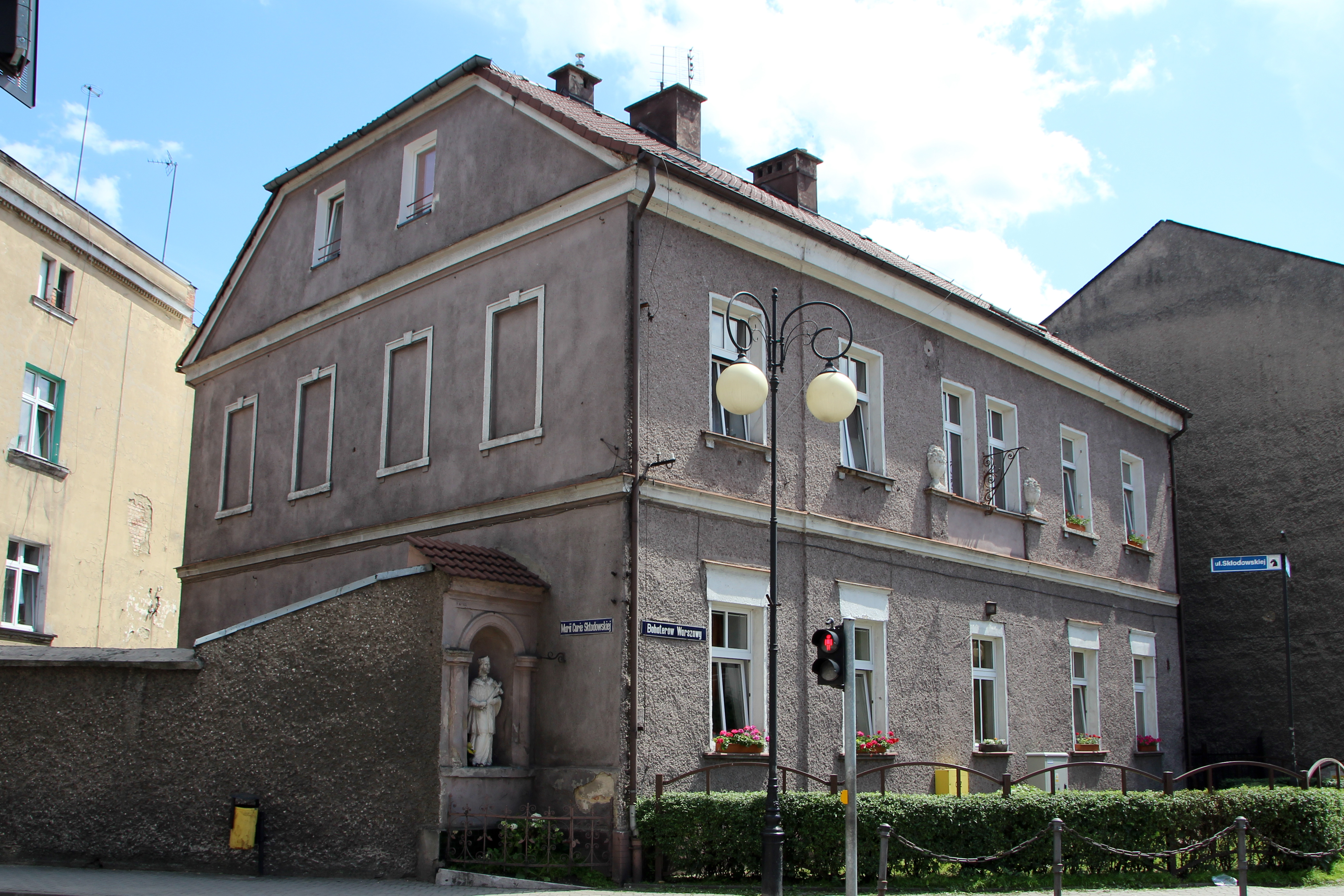
Старинный дом
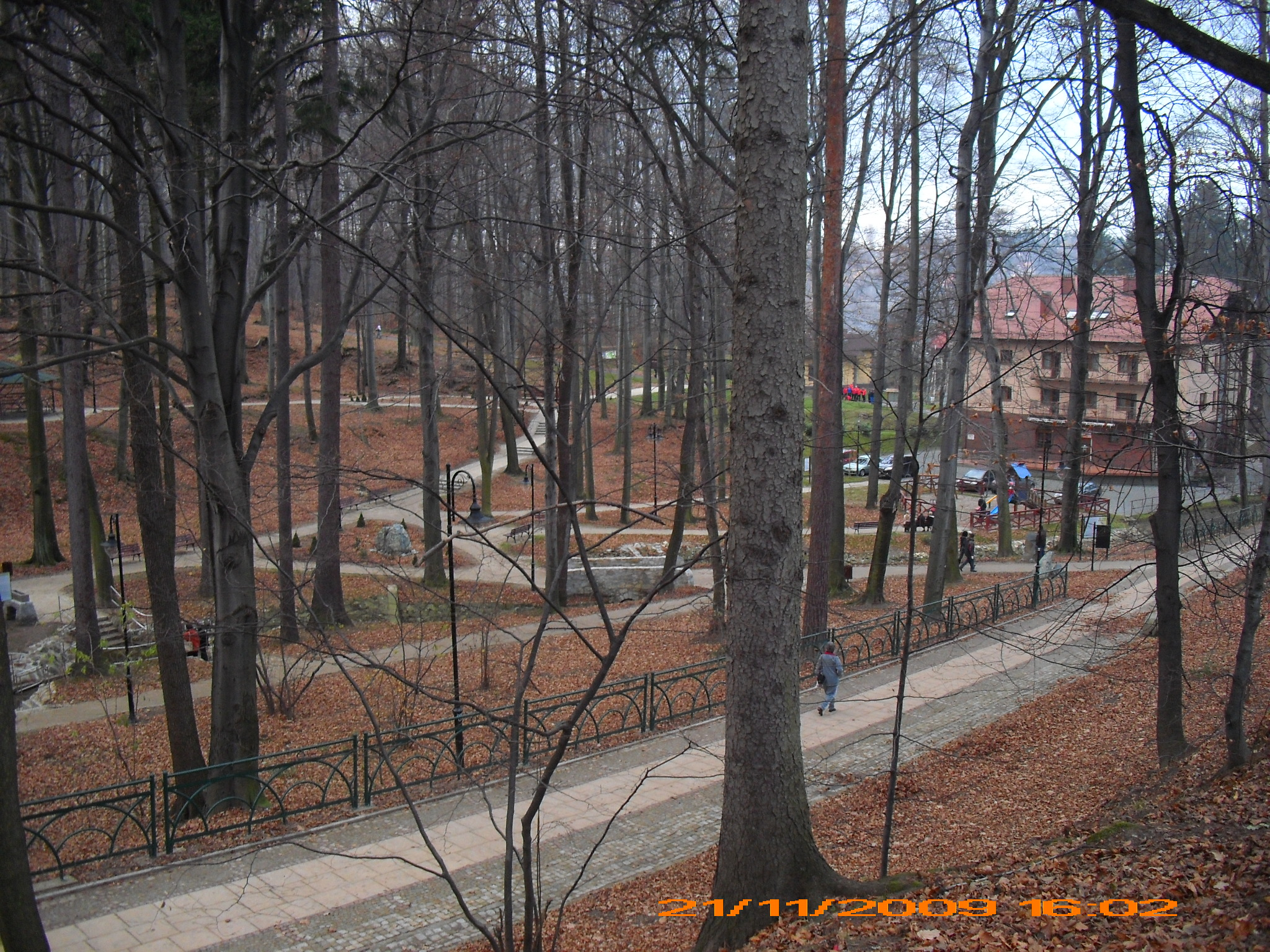
Парк
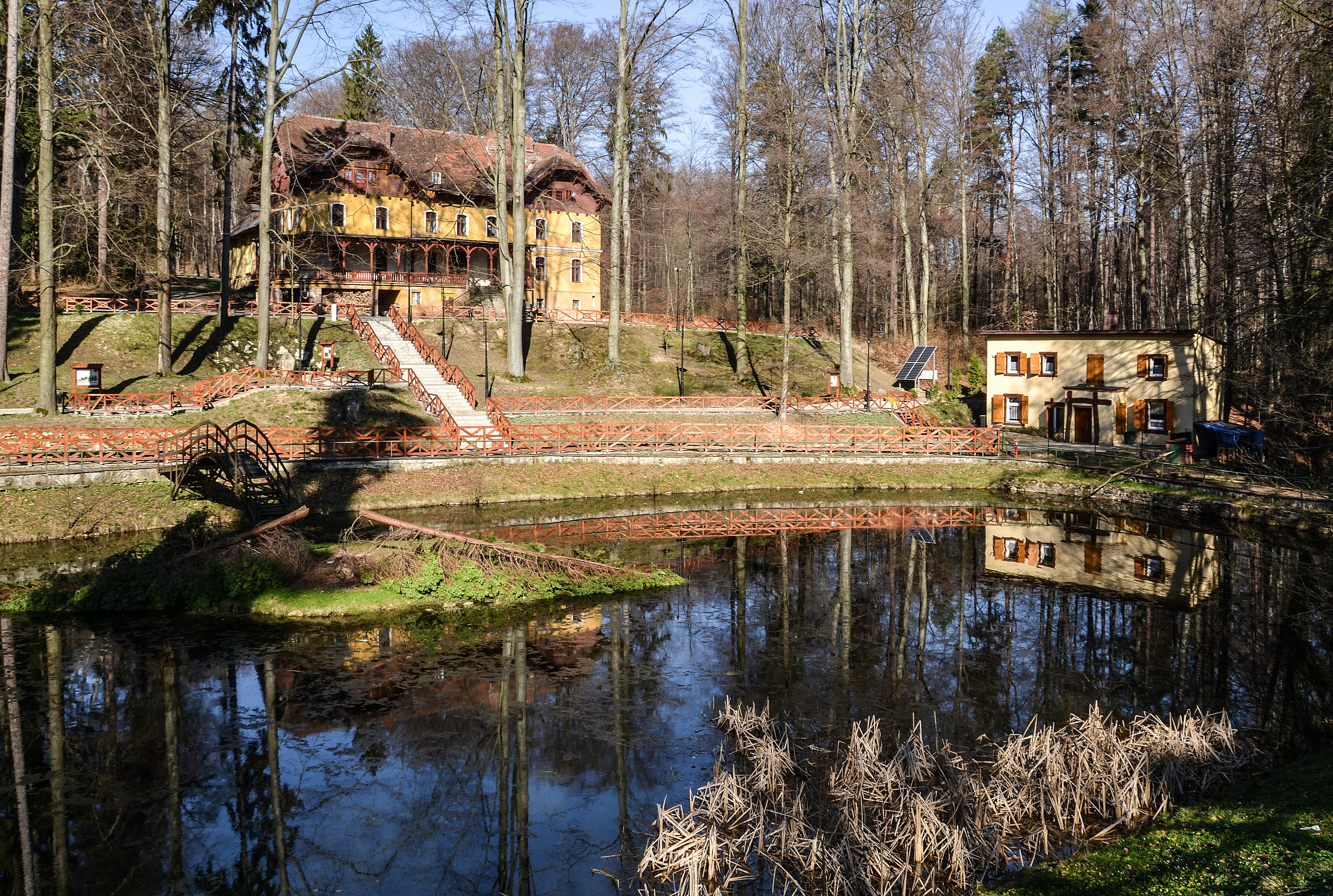
Парковый пруд